# Mohammad Saba'aneh
Mohammad Saba'aneh (en árabe: محمد سباعنة , Gobernación de Yenín, 1978) es un dibujante y caricaturista palestino. Es miembro activo del Cartoon Movement desde el 24 de agosto de 2009. Saba'aneh viven en Ramala y es dibujante de prensa para Al-Hayat al-Jadida, el periódico oficial de la Autoridad Nacional Palestina, y para Al-Quds al-Arabi, un diario con sede en Londres, además de trabajar en la Universidad Árabe Americana de Yenín, en Cisjordania. Por sus dibujos, fue amenazado por la propio Autoridad Nacional Palestina, estuvo en la lista negra de Hamás y pasó seis meses en una cárcel israelí. Su hermano lleva más de un año en detención administrativa en Israel, detenido por tiempo ilimitado y sin juicio.

## Obras
En septiembre de 2021, Saba'aneh publicó Power Born of Dreams: My Story is Palestine, un libro que ganó el Premio del Libro de Palestina 2022. Su tercer libro se tituló 30 segundos en Gaza y constaba de 92 ilustraciones, todas en blanco y negro, «para que sirva como prueba de los crímenes israelíes contra los palestinos de Gaza».